# Diecezja Ruteng
Diecezja Ruteng – rzymskokatolicka diecezja w Indonezji. Powstała w 1951 jako wikariat apostolski. Diecezja od 1961.

## Biskupi
- Biskupi Ruteng
  - Bp Siprianus Hormat (od 2019)
  - Bp Hubertus Leteng (2010 – 2017)
  - Bp Eduardus Sangsun, S.V.D. (1984 – 2008)
  - Bp Vitalis Djebarus, S.V.D. (1973 – 1980)
  - Bp Willem van Bekkum, S.V.D. (1961 – 1972)
- Wikariusze apostolscy Ruteng
  - Bp Willem van Bekkum, S.V.D. (1951 – 1961)